# Gary Browne Ramírez
Gary Browne Ramírez (Trujillo Alto, 24 marzo 1993) è un cestista portoricano.

## Carriera
Con Porto Rico ha disputato i Campionati mondiali del 2019.